# Serra do Mel
Serra do Mel est une municipalité brésilienne située dans l'État du Rio Grande do Norte.